# Aphysoneura scapulifascia
Aphysoneura scapulifascia är en fjärilsart som beskrevs av James John Joicey och Talbot 1922. Aphysoneura scapulifascia ingår i släktet Aphysoneura och familjen praktfjärilar. Inga underarter finns listade i Catalogue of Life.